# Caroga
Caroga é um gênero de traça pertencente à família Arctiidae.